# 4878 Gilhutton
4878 Gilhutton је астероид главног астероидног појаса са средњом удаљеношћу од Сунца која износи 2,289 астрономских јединица (АЈ).
Апсолутна магнитуда астероида је 14,9.